# Morgan Plus 4
La Morgan Plus 4 est une automobile produite par Morgan Motor depuis 1950. La voiture est construite selon le procédé développé dès les débuts de la marque : sur un châssis en acier (désormais galvanisé) composé de deux poutres longitudinales et de plusieurs traverses, est attaché un bâti en frêne, lui-même recouvert de la carrosserie,.

## Séries spéciales

### Plus 4 70th Anniversary
En 2020, le constructeur propose une série limitée à 20 exemplaires nommée « Morgan Plus 4 70th Anniversary » pour célébrer le 70e anniversaire du modèle et la fin de sa production. Elle bénéficie d'un gain de puissance, passant de 156 à 183 ch.